# Xã Newberg, Michigan
Xã Newberg (tiếng Anh: Newberg Township) là một xã thuộc quận Cass, tiểu bang Michigan, Hoa Kỳ. Năm 2010, dân số của xã này là 1.632 người.